# Гуго Теодор Христоф
Гуго Теодор Христоф (Hugo Theodor Christoph, 1831-1894) — російський ентомолог німецького походження. Член Російського ентомологічного товариства з 1861 року.
Після закінчення прогімназії та учительської семінарії Христоф переселився в 1858 році до Росії, де працював учителем у Сарепті. Він став збирати та вивчати комах, спочатку на околицях Сарепти, а з 1870 року йому вдалося здійснити цілу низку наукових подорожей. З 1870 по 1880 роки він здійснив поїздки до Північної Персії, Закавказзя, Середньої Азії та на Далекий Схід, звідки привіз найбагатший науковий матеріал. З 1880 Христоф перебував на службі у великого князя Миколи Михайловича і був одним із зберігачем його колекції.
У 1880 році Христоф об'їздив з ентомологічною метою Абхазію та Аджарію, після чого відвідав Боржомі та розташований вище в горах район Бакуріані. У 1881 році ним була здійснена поїздка в Ордубад, де він збирав комах протягом травня і першої половини червня, потім через Мегрі і Лічк він прибув до Ханкенди, звідки попрямував до озера Севан. У 1882 і 1883 роках він відвідав Казикопоран (нині в Туреччині), Ордубад та Істі-су. У 1884 році Христоф досліджував долину Кури з відвідуванням околиць Нухі, потім повернувся в Боржомі. У 1886 році із Загатали він піднявся на гору Саридаг, а потім відвідав Муганський степ. У 1887 та 1888 роках він знову відвідує Казикопоран.
Поруч із збиранням колекції Романова, Христоф поповнював власну колекцію, що почав збирати з 1870 року. Після смерті Христофа більша її частина потрапила до Великої Британії і перебуває нині в Британському музеї.